# Schippersgracht (Amsterdam)
De Schippersgracht is een gracht en straat in Amsterdam-Centrum die loopt vanaf het Rapenburgerplein tot de Prins Hendrikkade.
De plaats waar de Foeliedwarsstraat het Rapenburgerplein kruist vormt het begin, de Kortjewantsbrug (brug 487) het eind. De Schippersgracht ligt in het verlengde van de Nieuwe Herengracht en is circa 100 meter lang. De kade langs de noordwestkant van het water heeft de huisnummers 2 tot en met 16, waarbij even en oneven nummers elkaar afwisselen (dus niet tegenover elkaar liggen). In het verleden had zij hogere huisnummers, tot 423 aan toe. In de 19e eeuw volgde de huidige nummering. De zuidoostelijke oever van het water heet Kadijksplein. De Schippersgracht dankt haar naam aan het feit dat hier veel schippers woonachtig waren.
Aan de Schippersgracht staan een aantal monumentale panden uit de 17e eeuw, onder andere op de nummers 14 en 15. De Amsterdamse architect Herman Hendrik Baanders (1849-1905), heeft Schippersgracht 5 (1897) ontworpen. Baanders was voornamelijk actief in Amsterdam.

## Geschiedenis
In april 1854 begon de Amsterdamsche Duinwater-Maatschappij met het aanleggen van drinkwater op de Schippersgracht. Rond 1906 bevond zich aan de Schippersgracht het eindpunt van tram lijn 2, deze werd na een halfjaar alweer opgeheven en ingekort tot aan het Centraal Station.

## Monumenten

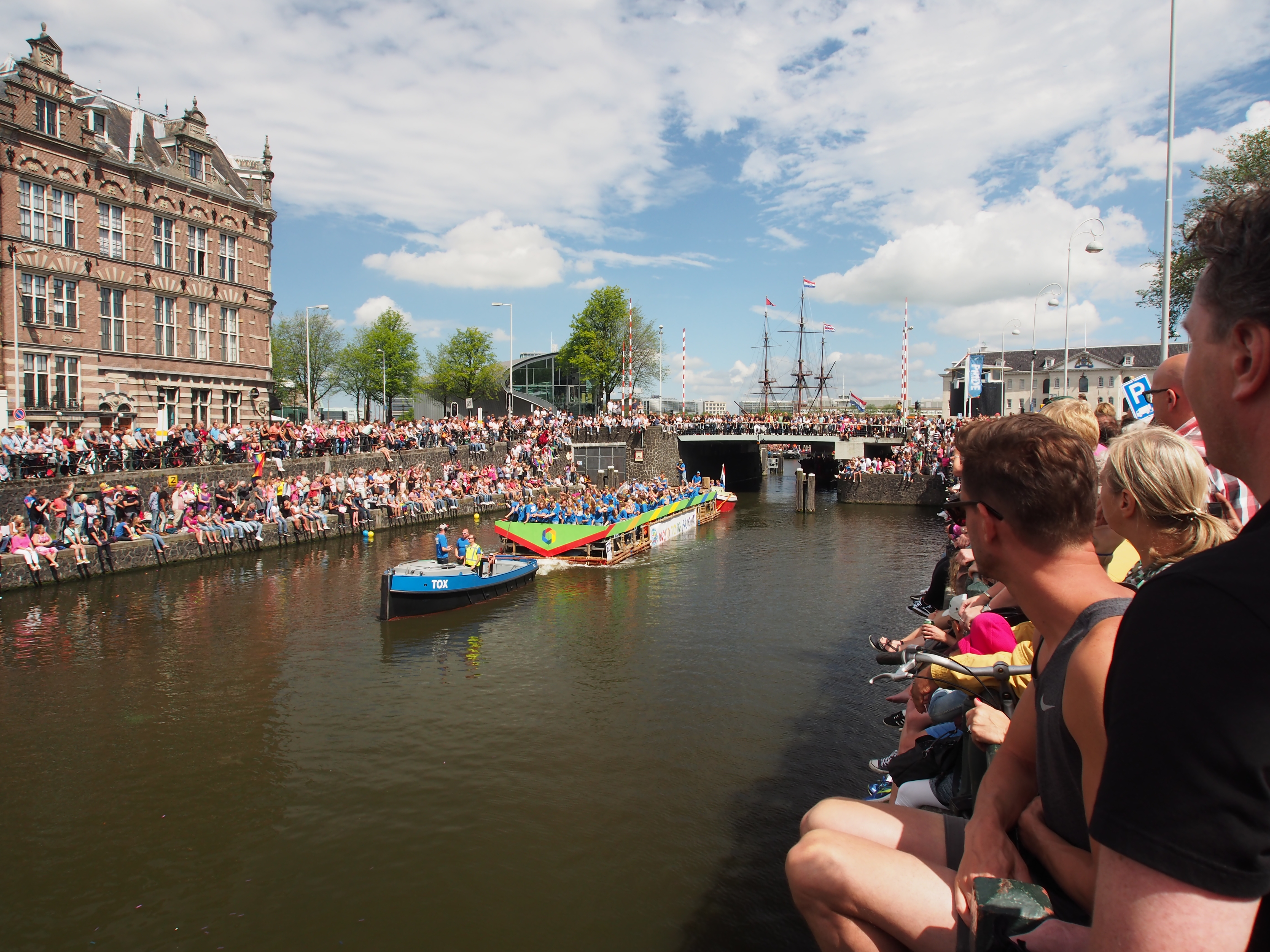
De Schippersgracht tijdens de Canal Parade in 2017, met de Kortjewantsbrug